# Ngôi sao Nam Xương
Ngôi sao Nam Xương (tiếng Trung: 南昌之星) là một bánh xe Ferris cao 160 mét (525 ft) nằm ở thành phố phía đông của Nam Xương, thủ phủ của tỉnh Giang Tây, Trung Quốc.
Tháng 5 năm 2006, ngôi sao Nam Xương khai trương kinh doanh, có chi phí xây dựng 57 triệu nhân dân tệ (khoảng 7,3 triệu USD). Trước đây đã từng là bánh xe Ferris cao nhất còn hoạt động trên thế giới, nó đã bị qua mặt bởi Singapore Flyer cao 165 mét chính thức mở cửa cho công chúng vào ngày 01 tháng 3 năm 2008.
Ngôi sao Nam Xương có 60 ca bin gondola có điều hòa không khí, mỗi ca bin có sức chứa 8 hành khách, tổng số hành khách tối đa là 480 người. Một quay duy nhất mất khoảng 30 phút, tốc độ quay chậm cho phép hành khách đi vào hay ra mà không phải dừng quay bánh xe.

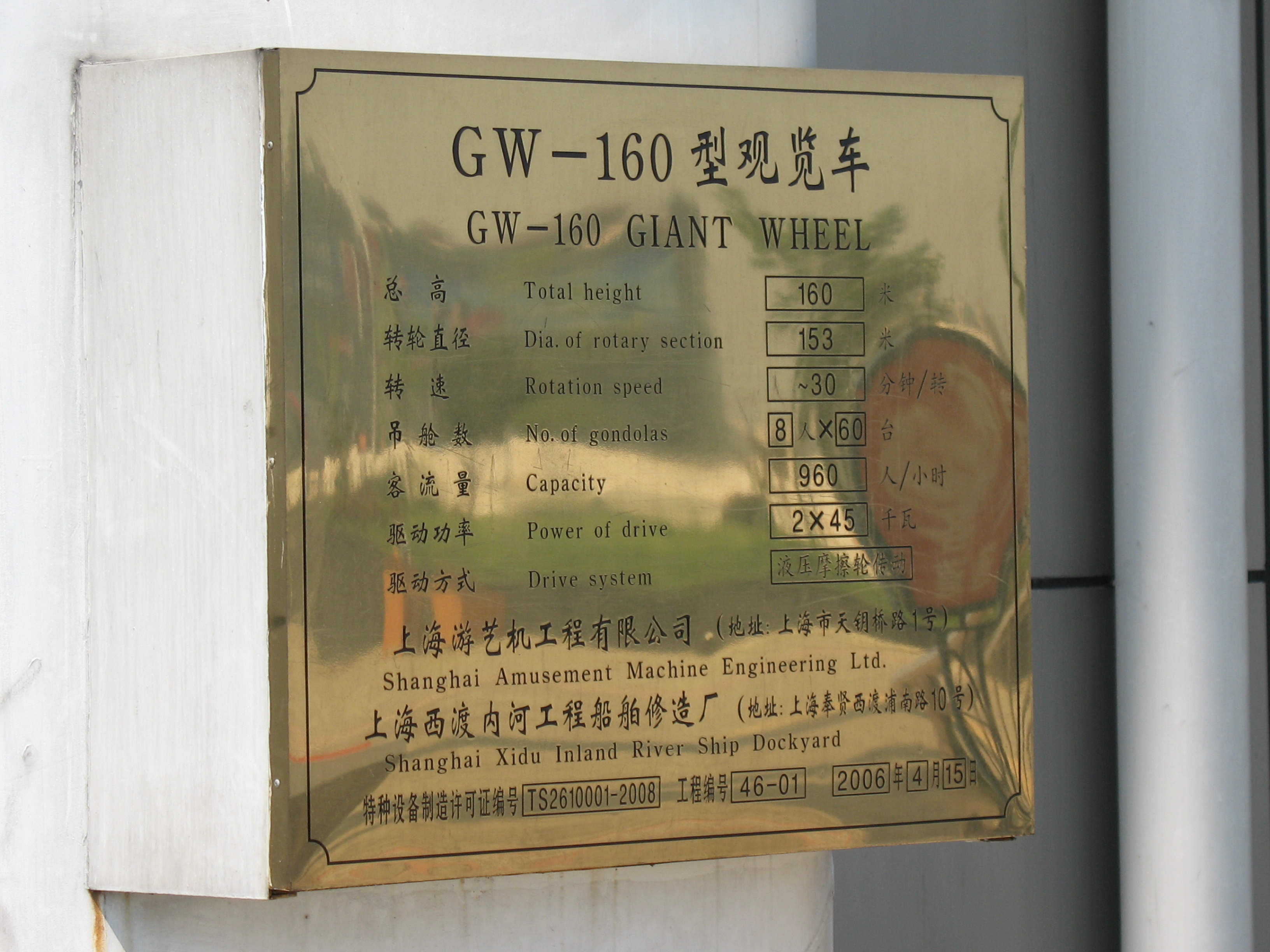
Biển thông số chế tạo